# Carl Hamppe
Carl Hamppe (Svizzera, 1814 – Gersau, 17 maggio 1876) è stato uno scacchista e diplomatico svizzero naturalizzato austriaco.

## Biografia
Dopo aver ottenuto un incarico diplomatico dal governo svizzero, visse per gran parte della sua vita a Vienna. Nella capitale austroungarica, all'epoca uno dei centri scacchistici più attivi d'Europa, si mise in luce per il suo stile brillante, seppure discontinuo. Vinse due volte il campionato viennese (Wiener Schachgesellschaft), nel 1859 e 1860, entrambe le volte superando il giovane Wilhelm Steinitz.
Sostenne diversi incontri: perse di misura nel 1846  contro Johann Löwenthal (+ 4 – 5 = 0); nel 1850 vinse contro Ernst Falkbeer (+ 16 – 15 = 0). Perse con Daniel Harrwitz 2 - 5 nel 1852 e 0,5 - 3,5 nel 1860.
È noto soprattutto per i suoi contributi teorici al gambetto di re e alla partita viennese.
Due gambetti prendono il suo nome:
- il gambetto Hamppe-Allgaier: 1. e4 e5 2. f4 exf4 3. Cf3 g5 4. h4 g4 5. Cg5
- il gambetto Hamppe-Muzio: 1. e4 e5 2. Cf3 Cc6 3. f4 exf4 4. Cf3 g5 5. Ac4 g4 6. 0-0 gxf3 7. Dxf3

Fu tra i primi a proporre la partita viennese come miglioramento del gambetto di re, all'epoca una delle aperture più in voga. Hamppe sosteneva che il gambetto avrebbe avuto maggiore efficacia se prima si interponeva 2. Cc3. Nel caso il nero risponda con 2. ...Cc6 questo può essere vero, ma se invece gioca 2. ...Cf6 può ancora ribattere efficacemente a 3. f4 con la spinta centrale 3. ...d5 (gambetto viennese).
Nel 1872 giocò a Vienna contro Philipp Meitner una partita nota come la patta immortale (Vedi la partita online).